# جرم پلانک

واحد‌های پلانک

در فیزیک،جرم پلانک که توسط mP نشان داده می‌شود یکایی در جرم در سیستم یکاهای طبیعی با نام یکاهای پلانک است و تقریباً برابر ۰٫۰۲۱۷۶۵۱ میلی‌گرم—به اندازه یک تخم کک—است.
این به این شکل تعریف می‌شود
{\displaystyle m_{\text{P}}={\sqrt {\frac {\hbar c}{G}}}} ≈ ۱٫۲۲۰۹۱۰×۱۰۱۹ GeV/c۲ = ۲٫۱۷۶۴۷۰(۵۱)×۱۰−۸ kg = ۲۱٫۷۶۴۷۰ µg = ۱٫۳۱۰۷×۱۰۱۹ amu،
که در آن c است که سرعت نور در خلاء، G ثابت گرانش، و ħ ثابت کاهیده پلانک است.
فیزیک‌دانان ذرات و کیهان‌شناسان اغلب از یک جایگزین بهنجارشده استفاده می‌کنند که جرم کاهیده پلانک نام دارد.
{\displaystyle M_{\text{P}}={\sqrt {\frac {\hbar {}c}{8\pi G}}}} ≈ ۴٫۳۴۱×۱۰−۹ kg = ۲٫۴۳۵ × 1018 GeV/c2.
عامل {\displaystyle 1/{\sqrt {8\pi }}} تعدادی از معادلات نسبیت عام را ساده می‌کند.